# Teateråret 2011

## Årets uppsättningar

### Okänt datum
- Jonas Hassen Khemiris debutpjäs "Invasion!" får premiär på Radioteatern i regi av Farnaz Arbabi

### Februari
- 28 februari – August Strindbergs Taklagsöl har premiär på Strindbergs Intima Teater[1]

### Mars
- 25 mars – Witold Gombrowiczs Yvonne, i regi av Mattias Andersson, börjar spelas på Backa Teater i Göteborg[2].

## Avlidna
- 15 januari – Susannah York, 72, engelsk skådespelare på film, TV och teater.
- 4 februari – Lena Nyman, 66, svensk skådespelare.
- 17 februari – Hans Hellberg, 81, svensk skådespelare och dramatiker.
- 3 mars – Lasse Eriksson, 61, svensk artist och komiker.
- 15 augusti – Sif Ruud, 95, svensk skådespelare och teaterpedagog.
- 18 december – Václav Havel, 75, tjeckisk dramatiker och politiker.[3]

### Fotnoter
1. ↑  ”Taklagsöl av August Strindberg”. Strindbergs Intima Teater. http://www.strindbergsintimateater.se/repertoar/aktuella/Taklags%C3%B6l%20av%20August%20Strindberg. Läst 26 mars 2011.[död länk]
2. ↑  ”Backa Teater”. Arkiverad från originalet den 26 maj 2011. https://web.archive.org/web/20110526234323/http://www.stadsteatern.goteborg.se/backateater/pa-scen/Yvonne/. Läst 25 mars 2011.
3. ↑  ”Vaclav Havel avliden”. Dagens Nyheter. http://www.dn.se/nyheter/varlden/vaclav-havel-avliden. Läst 18 december 2011.